# Archie Mountbatten-Windsor
Prins Archie af Sussex (født 6. maj 2019), er søn af Prins Henry, hertug af Sussex og Meghan, hertuginde af Sussex. Han er barnebarn af kong Charles 3. af Storbritannien og er den sjette i arvefølgen til den britiske trone efter sin far.

## Biografi

### Fødsel
Archie Mountbatten-Windsor er søn af prins Harry, hertug af Sussex og Meghan, hertuginde af Sussex. Han blev født klokken 05:26 BST (04:26 UTC) den 6. maj 2019 på Portland Hospital i London. Flere vartegn blev belyst i forskellige farver for at markere fødslen, herunder Niagara Falls, CN Tower og London Eye. Hans navn blev annonceret den 8. maj 2019.

### Opvækst
I januar 2022 blev det rapporteret, at Mountbatten-Windsor var begyndt på en "ikke-traditionel" børnehave i Californien, med fokus på "emotionel læsefærdighed og bæredygtighed".

## Eksterne links
- Archie Mountbatten-Windsor på den britiske kongefamilies hjemmeside